# Groß Brunsrode
Groß Brunsrode ist ein Ortsteil der niedersächsischen Gemeinde Lehre im Landkreis Helmstedt. Er liegt jeweils 13 Kilometer von den Großstädten Braunschweig und Wolfsburg entfernt. Klein Brunsrode liegt zwei Kilometer nördlich.

## Geschichte
Um 1226 wurde erstmals das niederadlige Geschlecht von Brunsrode erwähnt, das bis zu ihrem Erlöschen um das Jahr 1400 im Ort ansässig war. Es hatte im 13. Jahrhundert Land, Höfe und die Vogtei über die Kirche von den Edelherren von Meinersen zum Lehen. Die von Brunsrode saßen auf einem Sattelhof hinter der Burg Brunsrode, die unter der Lehenshoheit der Lüneburger Welfen stand.
1634 erhielt Julius Freiherr von Bülow das Lehen Groß Brunsrode als Dank für seine im Dreißigjährigen Krieg geleisteten Dienste. Das Schloss wurde später durch einen Gutshof ersetzt. Zwischen 1634 und 1976 hatten die Gutsherren von Bülow das Kirchenpatronat. Groß Brunsrode war eine selbstständige Gemeinde. Am 1. Juli 1972 wurde sie in die Gemeinde Lehre eingegliedert. Im Zuge der Gebietsreform wechselte Lehre am 1. März 1974 vom Landkreis Braunschweig zum Landkreis Helmstedt. 1989 wurde der Gutshof an einen Privatmann verkauft. Das Ortszentrum ist durch zahlreiche große Bauernhöfe und die neuromanische Dorfkirche geprägt.
| Lehre-Groß Brunsrode – Bevölkerungsentwicklung seit 2011 | Lehre-Groß Brunsrode – Bevölkerungsentwicklung seit 2011 | Lehre-Groß Brunsrode – Bevölkerungsentwicklung seit 2011 | Lehre-Groß Brunsrode – Bevölkerungsentwicklung seit 2011 | Lehre-Groß Brunsrode – Bevölkerungsentwicklung seit 2011 |
| Entwicklung | Jahr                                                     | Einwohner                                                | Anmerkungen                                              |                                                          |
| --- | -------------------------------------------------------- | -------------------------------------------------------- | -------------------------------------------------------- | -------------------------------------------------------- |
| Die zur Anzeige dieser Grafik verwendete Erweiterung wurde dauerhaft deaktiviert. Wir arbeiten aktuell daran, diese und weitere betroffene Grafiken auf ein neues Format umzustellen. (Mehr dazu) | 2011                                                     | 784                                                      | zum 31. Dezember                                         |                                                          |
| Die zur Anzeige dieser Grafik verwendete Erweiterung wurde dauerhaft deaktiviert. Wir arbeiten aktuell daran, diese und weitere betroffene Grafiken auf ein neues Format umzustellen. (Mehr dazu) | 2012                                                     | 788                                                      | zum 31. Dezember                                         |                                                          |
| Die zur Anzeige dieser Grafik verwendete Erweiterung wurde dauerhaft deaktiviert. Wir arbeiten aktuell daran, diese und weitere betroffene Grafiken auf ein neues Format umzustellen. (Mehr dazu) | 2018                                                     | 769                                                      | zum 1. Februar                                           |                                                          |
| Die zur Anzeige dieser Grafik verwendete Erweiterung wurde dauerhaft deaktiviert. Wir arbeiten aktuell daran, diese und weitere betroffene Grafiken auf ein neues Format umzustellen. (Mehr dazu) | 2020                                                     | 806                                                      | zum September                                            |                                                          |

## Politik

### Ortsrat
| Ortsrat Lehre-Groß Brunsrode 2021–2026Insgesamt 5 Sitze - SPD: 2 - EB Rebel: 1 - CDU: 2 |

Ortsbürgermeisterin ist Kerstin Jäger (CDU). Ihr Stellvertreter ist Christoph Georg Kühne (SPD).

## Infrastruktur
Groß Brunsrode ist durch Kreisstraßen mit den umliegenden Ortschaften verbunden. Von 1942 bis 1975 besaß das Dorf einen Bahnhof an der Schuntertalbahn Braunschweig–Fallersleben.
In der Ortschaft gibt es ein Dorfgemeinschaftshaus, welches von der Gemeinde Lehre unterhalten wird. Im selben Gebäude befindet sich die Gaststätte „Zum Krug“.